# Nekrolog 1752
Nekrolog
◄◄
| ◄
| 1748
| 1749
| 1750
| 1751
| 1752 | 1753 | 1754 | 1755 | 1756 | ► | ►►
Weitere Ereignisse | Allgemeiner Nekrolog 1752
Die Beschreibung der verstorbenen Person sollte so kurz wie möglich gehalten sein und nur deren signifikante Tätigkeit(en) enthalten.
Neue Namen ggf. auch unter dem Geburts- und Sterbedatum, also etwa unter 1. Januar und im Geburts- und Sterbejahr (2024) eintragen (nur bei entsprechender großer Wichtigkeit). Für Beispiele siehe die schon vorhandenen Artikel.
Außerdem über die fünf zuletzt Verstorbenen, zu denen es einen ausreichend guten Artikel für eine Präsentation auf der Hauptseite gibt, nach der todesbedingten Überarbeitung der Artikel ggf. auch unter Wikipedia Diskussion:Hauptseite informieren und sie am besten auch in den anderen Wikipedia-Sprachversionen eintragen. Tipp: Regelmäßig bei news.google.de nach „ist tot“, „gestorben“ oder „verstorben“ suchen.
Wenn eine Person gestorben ist, gibt es viele Seiten zu dieser Person in der Wikipedia, die davon auch betroffen sind und entsprechend aktualisiert werden müssen. Beispiele: Namenübersichtsseite, Geburtsjahr, Geburtsort-Seiten und viele mehr.
Wie finde ich die betroffenen Seiten?
Im Suchfeld auf der linken Seite gibt man den Suchbegriff so ein: „Vorname Nachname“. Dann klickt man auf Volltext und alle Seiten mit entsprechendem Suchtext werden aufgerufen. Hier sieht man dann schnell, wo auch das Todesjahr Sinn macht oder sogar ein Teil des Artikels angepasst werden muss. Auch hilft das „Werkzeug“ auf der linken Seite sehr gut, um solche Seiten aufzufinden: „Links auf diese Seite“. Somit ist die Wikipedia wieder aktuell in allen Bereichen! Hinweis: bei Eintragung der Kategorie „Gestorben JAHR“ wird der Missbrauchsfilter 49 ausgelöst, was jedoch nicht schlimm ist. Siehe: Spezial:Missbrauchsfilter/49
Dies ist eine Liste von im Jahr 1752 verstorbenen bekannten Persönlichkeiten. Die Einträge erfolgen innerhalb der einzelnen Daten alphabetisch sortiert. Tiere sind im Nekrolog für Tiere zu finden.

## Januar
| Tag        | Name                         | Beruf, bekannt als | Alter | Beleg |
| ---------- | ---------------------------- | --- | ----- | ----- |
| 4. Januar  | Gabriel Cramer               | Schweizer Mathematiker                                                                                                 | 47    |       |
| 4. Januar  | Heinrich Plütschau           | deutscher evangelischer Missionar                                                                                      |       |       |
| 6. Januar  | Pompeo Aldrovandi            | Kardinal und Bischof der römisch-katholischen Kirche                                                                   | 83    |       |
| 9. Januar  | Ulrich Bogislaus von Bonin   | deutscher Dichter evangelischer geistlicher Lieder                                                                     | 69    |       |
| 9. Januar  | Heinrich Vambes de Florimont | bayerischer Generalfeldzeugmeister                                                                                     | 88    |       |
| 10. Januar | Paul Egell                   | deutscher Bildhauer und Stuckateur                                                                                     | 60    |       |
| 11. Januar | Jakob Frey                   | Schweizer Kupferstecher und Verleger graphischer Werke                                                                 | 70    |       |
| 11. Januar | Giovanni Battista Scaramelli | italienischer Ordensgeistlicher und Schriftsteller                                                                     | 64    |       |
| 14. Januar | Devasahayam Pillai           | indischer Konvertit zum Katholizismus, Märtyrer                                                                        | 39    |       |
| 18. Januar | Johann Friedrich Ludwig      | deutscher Architekt und Goldschmied                                                                                    | 78    |       |
| 19. Januar | Johann Joseph Blatter        | römisch-katholischer Bischof von Sitten                                                                                | 67    |       |
| 20. Januar | Daniel Maichel               | deutscher Hochschullehrer, Professor für Philosophie, Theologie, Logik, Physik sowie später der Rechte und der Politik | 58    |       |
| 20. Januar | Franz Joseph von Remchingen  | kaiserlicher General, württembergischer General                                                                        | 67    |       |
| 24. Januar | Jean François de Troy        | französischer Maler | 72    |       |
| 26. Januar | Anton Leodegar Keller        | Schweizer Ratsmitglied, Vogt und Tagsatzungsgesandter                                                                  | 78    |       |
| 30. Januar | Johann Esche                 | deutscher Strumpf-Fabrikant                                                                                            | 69    |       |

## Februar
| Tag         | Name                               | Beruf, bekannt als                                                             | Alter | Beleg |
| ----------- | ---------------------------------- | ------------------------------------------------------------------------------ | ----- | ----- |
| 3. Februar  | Sophie Sabina Apitzsch             | Hochstaplerin                                                                  |       |       |
| 3. Februar  | Wasmuth Levin von Wintzingerode    | deutscher Adeliger, General in holländischen Diensten und Domherr in Osnabrück | 80    |       |
| 4. Februar  | Louis I. de Bourbon, duc d’Orléans | Herzog von Orléans                                                             | 48    |       |
| 9. Februar  | Fredrik Hasselquist                | schwedischer Naturforscher und Botaniker                                       | 30    |       |
| 9. Februar  | Friedrich von Stosch               | preußischer Generalmajor                                                       |       |       |
| 10. Februar | Anne Henriette de Bourbon          | Prinzessin von Frankreich, Tochter von König Ludwig XV. von Frankreich         | 24    |       |
| 17. Februar | Bernhard Heinrich von Bornstedt    | königlich preußischer Generalleutnant                                          |       |       |
| 17. Februar | Beinta Broberg                     | Färingerin                                                                     |       |       |
| 21. Februar | Gottfried Schädel                  | deutscher Architekt                                                            |       |       |

## März
| Tag      | Name                                       | Beruf, bekannt als                                                                                  | Alter | Beleg |
| -------- | ------------------------------------------ | --------------------------------------------------------------------------------------------------- | ----- | ----- |
| 7. März  | Pietro Castrucci                           | italienischer Violinist und Komponist                                                               |       |       |
| 7. März  | Pietro Grimani                             | Doge von Venedig (1741–1752)                                                                        | 74    |       |
| 9. März  | Claude-Joseph Geoffroy                     | französischer Botaniker, Mykologe und Apotheker                                                     | 66    |       |
| 9. März  | Jetske Reinou van der Malen                | niederländische Dichterin                                                                           |       |       |
| 10. März | Johann Samuel Hering                       | deutscher Jurist, Historiker und Gymnasialprofessor                                                 | 69    |       |
| 10. März | Johann Christoph Knöffel                   | deutscher Baumeister und Architekt                                                                  |       |       |
| 11. März | Jeremias Bunsen                            | deutscher Hofmaler, Münzmeister und Bürgermeister in Arolsen                                        | 63    |       |
| 11. März | Matthias Diesel                            | deutscher Gartenarchitekt und Kupferstecher                                                         | 77    |       |
| 15. März | Balthasar von Ahlefeldt                    | Herr der Güter Lindau, Neudorf; Generalleutnant und Kommandant von Glückstadt                       | 67    |       |
| 16. März | Wenzeslaus Jorhan                          | deutscher Bildhauer                                                                                 |       |       |
| 17. März | Jacques-Pierre de Taffanel de La Jonquière | französischer Admiral und Generalgouverneur von Neufrankreich                                       | 66    |       |
| 19. März | Joseph Schmuzer                            | süddeutscher Baumeister des Barock                                                                  | 69    |       |
| 20. März | Gottlieb von Haeseler                      | deutscher Unternehmer und königlich-preußischer Regierungs- und Geheimer Rat im Herzogtum Magdeburg | 50    |       |
| 22. März | Johann Christian von Blankenstein          | fürstlich-sächsischer Amtshauptmann                                                                 |       |       |
| 23. März | Jean-Charles de Folard                     | französischer Offizier und Kriegstheoretiker                                                        | 83    |       |
| 25. März | Temple Stanyan                             | englischer Autor, Historiker und Politiker                                                          | 77    |       |

## April
| Tag       | Name                                  | Beruf, bekannt als                                            | Alter | Beleg |
| --------- | ------------------------------------- | ------------------------------------------------------------- | ----- | ----- |
| 5. April  | Christian Bernhard Albinus            | deutscher Mediziner                                           |       |       |
| 6. April  | Friedrich Christian Glume             | preußischer Bildhauer                                         | 38    |       |
| 6. April  | Daniel Hoffmann                       | deutscher Hochschullehrer, Professor der Anatomie in Tübingen | 56    |       |
| 9. April  | Lukas von Breda                       | schwedischer Maler                                            | 75    |       |
| 10. April | William Cheselden                     | englischer Chirurg, Urologe und Anatom                        | 63    |       |
| 14. April | Anton Heinrich Hermann von Velen      | Domherr in Münster und Osnabrück                              | 74    |       |
| 16. April | Anton Sturm                           | deutscher Maler, Zeichner und Kunsthändler                    |       |       |
| 18. April | Joseph Dietsche                       | deutscher Bildhauer des Barock                                |       |       |
| 20. April | Johann Franz Capellini von Wickenburg | kurpfälzischer Beamter, Landeshistoriker, Fachbuchautor       | 74    |       |
| 20. April | Karl Xaver Regent                     | schlesischer Jesuit                                           | 62    |       |
| 27. April | Henri de Favanne                      | französischer Maler                                           | 83    |       |
| 29. April | Jean-François de Macheco de Prémeaux  | Bischof von Couserans                                         |       |       |

## Mai
| Tag     | Name                               | Beruf, bekannt als                  | Alter | Beleg |
| ------- | ---------------------------------- | ----------------------------------- | ----- | ----- |
| 4. Mai  | Augustin Leyser                    | deutscher Jurist                    | 68    |       |
| 6. Mai  | Louis André de La Mamie de Clairac | französischer Militäringenieur      | 62    |       |
| 6. Mai  | Sophia von Sachsen-Weißenfels      | Markgräfin von Brandenburg-Bayreuth | 67    |       |
| 19. Mai | Jean Pierre Antoine d’Alençon      | deutscher Beamter                   | 64    |       |
| 19. Mai | Johann Heinrich von Piper          | preußischer Beamter                 | 72    |       |
| 22. Mai | Johann Alexander Thiele            | deutscher Maler und Radierer        | 67    |       |
| 28. Mai | Renatus von Zinzendorf             | deutscher Kirchenlieddichter        | 24    |       |
| 30. Mai | Karl Immendorf                     | Jesuitensuperior                    |       |       |

## Juni
| Tag      | Name                          | Beruf, bekannt als                                                                 | Alter | Beleg |
| -------- | ----------------------------- | ---------------------------------------------------------------------------------- | ----- | ----- |
| 3. Juni  | Albrecht Meno Verpoorten      | deutscher Pädagoge und lutherischer Theologe                                       | 79    |       |
| 4. Juni  | Kaspar von Fels               | Schweizer Bürgermeister                                                            | 83    |       |
| 4. Juni  | Karl zu Mecklenburg           | Prinz, a.d.H. Mecklenburg-Strelitz; Herzog zu Mecklenburg; genannt Prinz von Mirow | 44    |       |
| 4. Juni  | Daniel Marot                  | französischer Architekt und Kupferstecher                                          |       |       |
| 7. Juni  | Heinrich Theodor Pagenstecher | deutscher Jurist                                                                   | 55    |       |
| 8. Juni  | Johann Christian von Hennicke | kursächsischer und polnischer Verwaltungsbeamter                                   | 70    |       |
| 11. Juni | Sigismund Derleth             | deutscher Stiftspropst                                                             | 77    |       |
| 11. Juni | Johann David Jäncke           | deutscher lutherischer Theologe und Schriftsteller                                 | 50    |       |
| 11. Juni | Johann Jacob von Melle        | deutscher Theologe und Poeta laureatus                                             | 31    |       |
| 14. Juni | Charles-Antoine Coypel        | französischer Maler                                                                | 57    |       |
| 15. Juni | Michael Gottlieb Agnethler    | siebenbürger Naturwissenschaftler                                                  | 32    |       |
| 16. Juni | Joseph Butler                 | englischer Bischof, Philosoph und Theologe                                         | 60    |       |
| 19. Juni | Hieronymus Albrecht Hass      | Cembalobauer                                                                       |       |       |
| 26. Juni | Giulio Alberoni               | italienischer Kardinal                                                             | 88    |       |

## Juli
| Tag      | Name                                    | Beruf, bekannt als                                                            | Alter | Beleg |
| -------- | --------------------------------------- | ----------------------------------------------------------------------------- | ----- | ----- |
| 4. Juli  | Cajetan Anton Notthafft von Weißenstein | Fürstpropst von Berchtesgaden                                                 | 82    |       |
| 12. Juli | Wilhelm Steinbach                       | deutscher evangelischer Pfarrer und Chronist                                  | 61    |       |
| 17. Juli | Johann Wilhelm Grötzsch                 | deutscher Pfarrer und Kirchenliedschreiber                                    | 63    |       |
| 17. Juli | Daniel Juslenius                        | finnischer Hochschullehrer sowie Bischof von Porvoo und Skara in Skandinavien | 76    |       |
| 21. Juli | David Cheap                             | schottischer Offizier der Royal Navy                                          |       |       |
| 23. Juli | Friedrich Gottlieb Struve               | deutscher Jurist und Hochschullehrer                                          | 75    |       |
| 24. Juli | Michael Christian Festing               | englischer Violinist und Komponist                                            | 46    |       |
| 30. Juli | Johann Christoph Pepusch                | deutscher Komponist des Barock                                                |       |       |

## August
| Tag        | Name                                         | Beruf, bekannt als                                                     | Alter | Beleg |
| ---------- | -------------------------------------------- | ---------------------------------------------------------------------- | ----- | ----- |
| 4. August  | Georg Ludwig Charbonnier                     | deutscher Gartenkünstler des Barock                                    |       |       |
| 6. August  | Pedro Cebrián y Agustín                      | Vizekönig von Neuspanien                                               | 65    |       |
| 12. August | Antonio Corradini                            | italienischer kaiserlicher Hofbildhauer                                | 63    |       |
| 14. August | Georg Jakob Schwindel                        | deutscher evangelischer Theologe und Historiker                        | 68    |       |
| 14. August | Hedwig Friederike von Württemberg-Weiltingen | Fürstin von Anhalt-Zerbst                                              | 60    |       |
| 20. August | Giovanni Battista Spinola                    | italienischer Geistlicher und Kardinal der römisch-katholischen Kirche | 71    |       |
| 22. August | William Whiston                              | englischer Theologe und Physiker                                       | 84    |       |
| 24. August | Jakob Burckhard                              | deutscher Altphilologe und Bibliothekar                                | 71    |       |
| 26. August | Philipp Otto von Grumbkow                    | preußischer Staatsmann in Pommern                                      | 68    |       |
| 27. August | Franz Meier                                  | Schweizer reformierter Geistlicher                                     | 63    |       |
| 30. August | Christian Ludwig Scheel von Plessen          | Geheimer Rat im dänischen Konseil                                      | 75    |       |

## September
| Tag           | Name                                      | Beruf, bekannt als                                                 | Alter | Beleg |
| ------------- | ----------------------------------------- | ------------------------------------------------------------------ | ----- | ----- |
| 1. September  | Erdmann Heinrich Henckel von Donnersmarck | deutscher Pietist und Erbauungsschriftsteller                      | 70    |       |
| 4. September  | Philippe Charles de La Fare               | französischer Militär und Diplomat, Marschall von Frankreich       | 65    |       |
| 5. September  | Columban Gigl                             | deutscher Benediktiner und Abt                                     | 66    |       |
| 11. September | Joachim Christoph von Jeetze              | preußischer Generalfeldmarschall                                   | 78    |       |
| 12. September | Kasimir Wedig von Bonin                   | preußischer Militär                                                | 61    |       |
| 13. September | Johann Conrad Creiling                    | deutscher Mathematiker, Naturphilosoph, Wunderdoktor und Alchemist | 79    |       |
| 14. September | Rudolf August Nolte                       | braunschweigischer Lokalhistoriker                                 | 49    |       |
| 17. September | Caspar Nicolaus Overbeck                  | deutscher evangelischer Theologe                                   | 82    |       |
| 18. September | John Crewe                                | britischer Politiker                                               |       |       |
| 28. September | Christian Friedrich Bauer                 | deutscher evangelischer Theologe                                   | 55    |       |
| September     | Baltzer Julius von Kahlbutz               | preußischer Oberst                                                 |       |       |

## Oktober
| Tag         | Name                        | Beruf, bekannt als                                                                                   | Alter | Beleg |
| ----------- | --------------------------- | --- | ----- | ----- |
| 16. Oktober | Johann Paul Rockenthien     | Beamter in Sachsen-Weißenfels                                                                        |       |       |
| 19. Oktober | Christoph Ludwig von Stille | königlich-preußischer Generalmajor und Kurator der königlichen Akademie der Wissenschaften zu Berlin | 56    |       |
| 21. Oktober | Charles-Octavien d’Anthelmy | französischer Bischof                                                                                |       |       |

## November
| Tag          | Name                         | Beruf, bekannt als                                                                    | Alter | Beleg |
| ------------ | ---------------------------- | ------------------------------------------------------------------------------------- | ----- | ----- |
| 2. November  | Johann Albrecht Bengel       | deutscher Theologe                                                                    | 65    |       |
| 2. November  | Domenico Riviera             | italienischer Kardinal der Römischen Kirche                                           | 80    |       |
| 5. November  | Karl Andreas Duker           | deutscher Philologe, Rhetoriker und Historiker                                        |       |       |
| 6. November  | Ralph Erskine                | schottischer Prediger                                                                 | 67    |       |
| 12. November | Hans Christoph von Gemmingen | Grundherr in Michelfeld und Reichshofrat in Wien                                      |       |       |
| 15. November | Lorenz Reinhard              | deutscher lutherischer Theologe, Geistlicher und Gymnasiallehrer                      | 52    |       |
| 17. November | Johann Matthias von Coll     | Präsentatus am Reichskammergericht zu Wetzlar                                         | 59    |       |
| 28. November | Wolf Friedrich Marschall     | Erbmarschall in Thüringen, Kammerherr des Königs von Polen und Kurfürsten von Sachsen | 65    |       |
| 28. November | Johann Heinrich Werner       | deutscher römisch-katholischer Geistlicher                                            | 68    |       |

## Dezember
| Tag          | Name                        | Beruf, bekannt als                                                             | Alter | Beleg |
| ------------ | --------------------------- | ------------------------------------------------------------------------------ | ----- | ----- |
| 5. Dezember  | Karl Ludwig von Gemmingen   | württembergischer Legationsrat und Grundherr in Hochberg                       | 52    |       |
| 6. Dezember  | Ludwig Anton von Hacke      | Freiherr, kurpfälzischer Oberstforst- und Oberstjägermeister                   | 69    |       |
| 11. Dezember | Adolf Friedrich III.        | Herzog zu Mecklenburg; regierender Herzog von Mecklenburg-Strelitz (1708–1752) | 66    |       |
| 19. Dezember | Eduard Meiners              | deutscher reformierter Theologe                                                | 61    |       |
| 24. Dezember | Franz Anton von Dücker      | Priester und Domherr in Köln                                                   | 51    |       |
| 26. Dezember | Johann Melchior Hinüber     | Jurist und Autor juristischer Werke                                            | 80    |       |
| 26. Dezember | Lorenz Lange                | schwedisch-russischer Forschungsreisender und Diplomat                         |       |       |
| Dezember     | Joachim Heinrich Fintelmann | Herrschaftlicher Gärtner bei der Familie von Bredow in Senzke                  |       |       |

## Datum unbekannt
| Tag | Name                                    | Beruf, bekannt als                                                                           | Alter | Beleg |
| --- | --------------------------------------- | -------------------------------------------------------------------------------------------- | ----- | ----- |
|     | Shah Abdul Latif                        | Sufi-Gelehrter und klassischer Dichter des heute pakistanischen Landes Sind                  |       |       |
|     | Jacopo Amigoni                          | italienischer Maler des Rokoko                                                               |       |       |
|     | Moritz Heinrich von Arnstedt            | königlich-polnischer und kurfürstlich-sächsischer Generalleutnant                            |       |       |
|     | Johann Georg Benda                      | böhmischer Komponist                                                                         |       |       |
|     | Heinrich Wilhelm von Byla               | preußischer Oberstleutnant, Kommandeur des 1. Stehenden Grenadier-Bataillons                 |       |       |
|     | Vikentios Damodos                       | griechischer Jurist und Physiker, Aufklärer                                                  |       |       |
|     | Johann Sigmund Deybel von Hammerau      | deutscher Architekt und Offizier im Dienste des August II (Polen)                            |       |       |
|     | Hieronymus Wilhelm Ebner von Eschenbach | deutscher Diplomat, Historiker und Gelehrter                                                 |       |       |
|     | Johann Peter Engstler                   | deutscher Stuckateur und Maler                                                               |       |       |
|     | Philipp Erdmann von Parsenow            | Landrat und Landesdirektor in Vorpommern                                                     |       |       |
|     | Louis Fuzelier                          | französischer Dramatiker, Librettist, Lyriker und Sänger                                     |       |       |
|     | Johann Osswald                          | Anwerber deutscher und französischer Siedler zur Kolonisation des Banats im damaligen Ungarn |       |       |
|     | Johannes Schütz                         | deutscher Stuckateur der Wessobrunner Schule                                                 |       |       |
|     | John Shore                              | englischer Trompeter                                                                         |       |       |
|     | Christoph Thoellden                     | deutscher Verwaltungsjurist, Beamter und Rittergutsbesitzer                                  |       |       |
|     | Lawrence Washington                     | Soldat und Landbesitzer im kolonialen Virginia                                               |       |       |